# Мар'яна Рубчак
Мар'яна Рубчак (англ. Marian J. Rubchak, *31 травня 1931 — 25 вересня 2021) — американська дослідниця фемінізму та матріархату, фахівчиня з історії західноєвропейських та слов'янських країн. Редакторка науково-публіцистичної збірки «Багатолика жінка в сучасній Україні» [Архівовано 13 січня 2019 у Wayback Machine.], авторка численних праць та публіцистичних статей, опублікованих у багатьох країнах світу. Професорка-емерит університету Вальпараїсо [Архівовано 15 березня 2022 у Wayback Machine.] (штат Індіана).

## Життєпис
Народилася 31 травня 1931 року в Сасктауні (Канада), куди батьки емігрували в 1920-х роках.
1949 року переїхала до міста Вінніпег. 
У 1954 році в Університеті Манітоби зустріла Богдана Рубчака. Одружившись з ним у 1965 році, переїхала до Чикаго.
Померла в 2021

## Наукова діяльність
У 1948 році Рубчак завершила середню освіту з можливістю отримати вищу, котра фактично була закрита для неї. Навчання на бакалавраті розпочала в Університеті Манітоби. Дванадцять років потому, у 1961-му, Мар'яна Рубчак почала свою, часто перервану, подорож до аспірантури, завершивши її, хоча інші з її підготовкою робили це з малоймовірним успіхом, з докторською дисертацією, і побудувала успішну академічну кар'єру. 
В Чикаго отримала бакалаврський ступінь з історії з відзнакою і найвищу в країні відзнаку Phi Beta Kappa. Продовжила освіту в галузі інтелектуальної історії, а потім в російсько-радянських дослідженнях. Цей накопичений освітні досвід посилив схильність Рубчак до вивчення формування ідентичності у різних контекстах, що забезпечило міцну основу для безперервного вивчення спочатку формування національної ідентичності, а потім фемінізму з акцентом на Україні, що й досі залишається у фокусі досліджень Рубчак. 
Під час численних поїздок до України Рубчак викладала у Київському лінгвістичному, Політехнічному та Харківському університетах, літній програмі феміністських студій у Форосі (Крим), проводила семінари у Львівському та Харківському центрі гендерних досліджень, [Архівовано 14 березня 2022 у Wayback Machine.] [Архівовано 14 березня 2022 у Wayback Machine.]. Все це поповнило її знання про бачення жінками власного статусу та розвиток феміністських досліджень в Україні.

### Перехід до феміністських студій
Фокусом ранніх робіт Мар'яни Рубчак була формація української національної свідомості. Під час першої поїздки до України (1982 рік) Рубчак зіткнулась із новим викликом у напрямі своїх досліджень. Її інтерес до жіночих та гендерних питань, до феміністської літератури, що стрімко з'являлася, до робіт таких ранніх феміністок, як Симона де Бовуар та Торіл Мой, і зростаючого феміністського руху у США, зачіпав і породжував роздуми стосовно фемінізму, але напрямку наукової діяльності не змінив. Пізніше, у 1990 році, досліджуючи і знову безпосередньо спостерігаючи Україну, Рубчак все ж змінила напрямок досліджень та оголосила про перехід до фемінізму. Багаторазові нагороди за дослідження в Україні — Фулбрайт, IREX [Архівовано 8 квітня 2019 у Wayback Machine.] — у період з 1995 по 2003 рік — разом з різними дослідницькими грантами та стипендіями дали змогу все більше відвідувати Україну. 
Рубчак проаналізувала та написала про зміну ставлення українських жінок до власного статусу, котра відбувається дуже повільно; з жіночих питань виступала на численних конференціях, брала активну участь і сама проводила семінари, презентації, брала інтерв'ю а включалася в інші активності. 
Перехід Рубчак до фемінізму часто змушував її різними засобами кидати виклик старим анти-жіночим звичкам, говорити і писати про укорінені мізогінні гендерні стереотипи і стимулював розпочинати змістовні дискусії.

## Публікації
Першою публікацією Мар'яни Рубчак з жіночих та феміністських питань була «Christian Virgin or Pagan Goddess: Women in Russia and Ukraine, Rosalind Marsh (ed.) Cambridge, UK: Cambridge University Press, 1996». Ця публікація бере свій початок із добре сприйнятої презентації на міжнародній конференції в британському університеті Бат 1993 року «Жінки у Росії та колишньому СРСР», де темою Рубчак був «Потенціал феміністичного руху в Україні: вплив культу сім'я».

### Книги зжіночих студій
- Mapping Difference. The Many Faces of Women in Contemporary Ukraine. Translated, with an Introduction by Marian J. Rubchak, ed.  New York, Oxford: Bergen Books, 2011.
- Mapping Difference. The Many Faces of Women in Contemporary Ukraine.Translated, with an Introduction by Marian J. Rubchak, ed.  New York, Oxford: Bergen Books, 2012 in paperback.
- New Imaginaries. Youthful Reinvention of Ukraine's Cultural Paradigm [Архівовано 8 квітня 2019 у Wayback Machine.]. Translated from Ukrainian and with an Introduction by Marian J. Rubchak, ed. New York, Oxford: Bergen Books, 2015.

### Статі та розділи
- «Unmasking the Visages of Ukrainian Women» [Архівовано 8 квітня 2019 у Wayback Machine.]. On Berghahn Books site. Posted by publisher on August 18, 2015.
- «A Fiery Maidan Ignites a Feminist Voice» [Архівовано 10 квітня 2019 у Wayback Machine.] European Studies Journal. Fall 2014.
- «The Charge of the Pink Brigade; FEMEN and the campaign for justice in Ukraine» [Архівовано 8 квітня 2019 у Wayback Machine.] Eurozine(online journal) 3 July 2012. Also in Ukrainian in Krytyka, XIV, No.4 (174).
- «Seeing pink. Searching for gender justice through opposition in Ukraine» European Journal of Women's Studies(2012). Vol. 19, № 1. 55 -72.
- «Discourse of Continuity and Change: Legislature and the Gender Issue in Ukraine» [Архівовано 4 червня 2018 у Wayback Machine.] Gender Politics and Society in Ukraine, Olena Hankivsky and Anastasiya Salnykova (eds). Toronto: U of Toronto Press, May 2012).
- «Ukraine's Ancient Matriarch as a Topos in Constructing a Feminine Identity» Feminist Review 92 (20), 2009.
- «Collective Memory as Device for Constructing a New Gender Myth» Contemporary Ukraine on the Cultural Map of Europe, Larissa Onyshkevych and Maria Rewakowicz (eds). M.E. Sharpe, 2009.
- «Recasting Representations of Women in Contemporary Ukraine. Ungendering the Gender?» Studies of Integral Culture — 3,"FEMINA (in Ukrainian).Lviv, Ukraine: 2003.
- «Impact of Historical Memory on the Feminist Consciousness in Contemporary Ukraine» Stories of Gender in Eastern Europe(in Russian) (Minsk, Belarus: 2002).
- «In Search of a Model. Evolution of a Feminist Consciousness in Ukraine and Russia» [Архівовано 26 червня 2019 у Wayback Machine.] The European Journal of Women's Studies. 2001.
- «The Impact of Historical Memory on the Feminist Consciousness in Contemporary Ukraine» Feminist Anthology of Eastern Europe. (Minsk: 1999).
- «From Comrade to Matriarch: Reinscribing the Female in Post-Soviet Ukraine» New Image. (Publ. simultaneously in Russian and English). (Kharkiv Gender Studies Center, Ukraine. 1998).
- «The Myth of Womanhood. Evolution of a Feminist Consciousness in Ukraine and Russia» Gender Studies. Feminist Methodology in the Social Sciences (Kharkiv: Kharkiv State University Press, 1998.